# Stopplaats Schelluinen
Stopplaats Schelluinen (telegrafische code: Sll) is een voormalig stopplaats aan de Spoorlijn Elst - Dordrecht, destijds geëxploiteerd de Maatschappij tot Exploitatie van Staatsspoorwegen en aangelegd door de Staat der Nederlanden. De stopplaats lag ten zuiden van het dorp Schelluinen. Aan de spoorlijn werd de stopplaats voorafgegaan door station Gorinchem en gevolgd door stopplaats Giessen-Nieuwkerk. Stopplaats Schelluinen werd geopend op 16 juli 1885 en gesloten op 15 mei 1929. Bij de stopplaats was een houten wachthuisje aanwezig met het nummer 66 met daarnaast een stenen huis.
0: Elst ·
1: Vork ·
6: Valburg ·
11: Zetten-Andelst ·
15: Hemmen-Dodewaard ·
17: Opheusden ·
21: Kesteren ·
25: Schaapsteeg ·
27: Echteld ·
33: Tiel ·
35: Tiel Passewaaij ·
37: Wadenoijen ·
41: Utrechtsche Straatweg ·
45: Geldermalsen ·
51: Beesd ·
55: Rhenoy ·
58: Leerdam ·
66: Arkel ·
Gorinchem Noord ·
71: Gorinchem ·
73: Schelluinen ·
75: Giessen-Nieuwkerk ·
77: Boven Hardinxveld ·
78: Hardinxveld-Giessendam (1885) ·
79: Hardinxveld-Giessendam (1957) ·
80: Gasfabriek ·
Hardinxveld Blauwe Zoom ·
84: Sliedrecht ·
87: Sliedrecht Baanhoek ·
90: 't Visschertje ·
91: Dordrecht Stadspolders ·
94: Dordrecht